# Les Quarantièmes rugissants
Les Quarantièmes rugissants je francouzský hraný film z roku 1982, který režíroval Christian de Chalonge. Snímek měl světovou premiéru dne 11. srpna 1982. Film je inspirovaný příběhem Donalda Crowhursta.

## Děj
Elektronický inženýr se specializací na námořní zařízení Julien Dantec se dozví, že velký deník pořádá závod v sólové plavbě kolem světa. Navrhne Janvierovi, favoritovi závodu, aby vybavil svou loď jedním ze svých vynálezů – korektorem kurzu. Janvier to ale odmítá a Dantec, velmi zklamaný, se rozhodne výzvu přijmout sám a přihlásí se do soutěže. Dantecovi pomáhá najít finance a postavit jeho loď novinář Barral, který mu nabídne, že bude jeho agentem na souš. Dantec ale špatně odstartoval, jeho loď měla do poslední chvíle problémy.

## Obsazení
| Jacques Perrin         | Julien Dantec       |
| Julie Christie         | Catherine Dantec    |
| Michel Serrault        | Sébastien Barral    |
| Robin Renucci          | Daix                |
| Gila von Weitershausen | Émilie Dubisson     |
| François Perrot        | televizní zpravodaj |
| André-Georges Brunelin | závodní komisař     |
| Heinz Weiss            | Joss                |
| Jean Leuvrais          | Dorange             |
| Christian Ferry        | Granville           |
| Bernard Lincot         | Janvier             |
| Eric Raphaël           | Denis Dantec        |
| Solena Morane          | Valérie Dantec      |
| Mohammed Jalloh        | Carlos              |
| Guy Parigot            | Gouarzin            |
| Sébastien Kéran        | Jaouen              |
| René Dupré             | Pietro Corres       |
| Serge Feuillet         | Tréguier            |
| Jean Le Hir            | Guégan              |
| Michel Gestin          | Guillou             |
| Françoise de Chalonge  | Anne Guillou        |
| Pol Le Guen            | novinář             |
| Sylvain Gree           | novinář             |
| Maurice Vallier        | novinář             |